# Akademitsjeskaja (metrostation Moskou, Kommoenarka-radius)
Akademitsjeskaja (Russisch: Академическая) is een toekomstig station aan de Troitskaja-lijn van de Moskouse metro. Het ligt in de okroeg zuidwest bij de kruising van de Profsojoeznajastraat/Dmitri Oeljanovstraat waar een inpandige overstap met het gelijknamige station aan de Kaloezjsko-Rizjskaja-lijn mogelijk is.

## Geschiedenis
Het station is in het investeringsprogramma van de stad Moskou opgenomen als onderdeel van het 6,5 km lange metrotraject tussen Krymskaja en Novatorskaja met de tussenstations Vavilovskaja en Akademitsjeskaja, dat in 2017 aan de geplande Kommoenarka-radius werd toegevoegd. Hierbij werd geanticipeerd op een in 2016 voorgestelde koppeling van de Kommoenarka-radius aan de Nekrasovskaja-lijn. De bouw van het station zou in 2020 beginnen, het ontwerp werd echter pas in oktober 2020 goedgekeurd. De tunnelwanden bij het perron worden opgesierd met wandschilderingen die antieke kunstwerken tonen. Het perron zelf wordt voorzien van portalen die samen een enfilade vormen. 

## Chronologie
De bouwleiding is in handen van Mosinzjproject, de uitvoerder van het ontwikkelingsprogramma van de Moskouse metro.
- Januari-maart 2021: Het terrein in de middenberm van de Dmitri Oeljanovstraat ten zuiden van het Hồ Chí Minhplein is omheind en geologisch onderzoek is aan de gang
- Mei 2021: Start van het slaan van de damwanden rond de bouwput.
- Augustus 2021: Damwanden zijn gereed, de bouwput kan worden uitgegraven, bij de toekomstige oostelijke toegang tot het station, ter hoogte van huisnummer 26, worden voorbereidingen (o.a. Bomen kappen) getroffen voor de bouw.
- Eind december 2021: Bouwbegin van de linker tunnelbuis tussen Vavilovskaja en Akademitsjeskaja. Ten noordwesten van de kruising Vavilovstraat /Dmitri Oeljanovstraat  is in het park een gebied van 15 bij 50 meter omheind voor de doorgang van een verbinding tussen de tunnels en de realisatie van een ventilatiegebouw.

Uitspraak